# Nesotrinchus
Nesotrinchus es un género de escarabajos barrenadores metálicos del orden Coleoptera.

## Especies
- Nesotrinchus australicus (Kerremans, 1903)
- Nesotrinchus coeruleipennis (Fairmaire, 1877)
- Nesotrinchus thomsoni Bily y Kuban, 2009
- Nesotrinchus wallisii (Montrouzier, 1855)